# رود توگلا
 رود توگلا رودی است به اقیانوس هند می‌ریزد. این رود از کشور آفریقای جنوبی می‌گذرد.
به دلیل بلندی ابتدای آبشار آن، به آبشار توگلا معروف می باشد.